# 交響曲第2番 (ベルワルド)
交響曲 第2番 ニ長調『気まぐれな交響曲』（Sinfonie capricieuse）は、フランツ・ベルワルドが1842年6月18日にニューショピングで完成させた交響曲である。

## 楽曲構成
以下の3楽章より成る。
1. アレグロ
2. アンダンテ
3. アレグロ・アッサイ

作曲者自身は演奏の所要時間を29分半と見込んでおり、ここからメトロノームによる速度設定の数値が割り出される。

## 出版までの経緯
自筆譜は1850年代以降に散逸している。1909年にフランツ・ベルワルド財団は、楽器法の指定を含む4段譜表のスケッチから総譜を再構成するようエルンスト・エッルベリに依頼した。エッルベリの再現版は、1913年に出版され、1914年1月9日に初演された。20世紀末までに、エッルベリの再現版をニルス・カステグレンが再検討して、ベーレンライター社より「原典版」を出版した。
「エッルベリ再構成版」は、フルート2、オーボエ2、クラリネット2、ファゴット2、ホルン4、トランペット2、テナートロンボーン1、バストロンボーン2、ティンパニ、弦楽五部からなる楽器編成を採っている。ベルワルドは、木管楽器と弦楽器に対しては明確に指定しており、「特定の木管楽器が個別の弦楽パートとユニゾンで（または1オクターヴの間隔を開けて）演奏する時に」いわば「詳しい発想」として「指示を出している」。金管楽器やティンパニが必要な箇所では、ベルワルドはただ楽器の名前を記入したにすぎない。それでもベルワルドは、各楽章の冒頭で金管楽器とティンパニの音律や音域を表記している。

## 音源
| 指揮者                       | オーケストラ                     | レーベル               |
| ---------------------------- | -------------------------------- | ---------------------- |
| オッコ・カム                 | ヘルシングボリ交響楽団           | ナクソス・レコード     |
| トーマス・ダウスゴー         | デンマーク放送交響楽団           | シャンドス・レコード   |
| デイヴィッド・モントゴメリー | イェナ・フィルハーモニー管弦楽団 | アルテ・ノヴァ         |
| シクステン・エールリング     | マルメ交響楽団                   | BIS                    |
| ロイ・グッドマン             | スウェーデン放送交響楽団         | ハイペリオン・レコード |

## 註
1. ↑  Anonymous, preface to Sinfonie Capricieuse. Melville, New York: Belwin Mills (1980): [i] in Swedish, [ii] in English
2. ↑  Nils Castegren, preface to Sinfonie capricieuse. Kassel: Bärenreiter (1989): iv in German, v in English, vi in Swedish.